# تيزي وزو
تيزي وزو (بالأمازيغية: ⵝⵉⵣⵉ ⵡⴻⵣⵣⵓ) (ملقبة بـ«عاصمة جرجرة»، و«هضبة الوزال» و«مدينة الزيتون») هي مدينة جزائرية تقع على بعد 30 كلم من جنوب سواحل البحر الأبيض المتوسط، وعلى بعد 100 كلم شرق العاصمة الجزائر، وبلدية تابعة إقليمياً لدائرة تيزي وزو في ولاية تيزي وزو في منطقة القبائل.
عاشت المدينة تاريخًا غنيًا بالأحداث والشخصيات ثقافيا، اقتصاديًا، اجتماعيًا وسياسيًا. بعد أن حصلت البلاد على استقلالها عام 1962، وجدت دورًا ثقافيًا كبيرًا، حيث أصبحت من بين المدن الجزائرية والمغاربية التي تحتضن التظاهرات الثقافية الأمازيغية.
تيزي وزو التي يبلغ تعداد سكانها 135,008 نسمة في آخر تعداد عام 2008، هي ثاني أكبر مدينة في منطقة القبائل بعد بجاية من ناحية السكان.

## أصل التسمية
تنسب تسمية مدينة تيزي وزو إلى شجيرات شوكية ذات ورود صفراء منتشرة بكثرة في هذه المنطقة التي تتوفر على 1400 قرية، وتتركب كلمة تيزي وزو من كلمتين (تيزي) تعني فج و (وزو) المراد منها شجرة شوكية تسمى وزال بالأمازيغية.

## جغرافيا

### تضاريس
توفر التضاريس على مسافة 3 كيلومترات المحيطة بتيزي وزو اختلافات كبيرة في الارتفاع، مع تباين في الارتفاع يصل إلى 604 أمتار كحد أقصى وارتفاع أقل من مستوى سطح البحر إلى 213 مترًا. في الـ 16 كيلومترًا، هناك أيضًا اختلافات كبيرة في الارتفاع (973 مترًا). في الـ 80 كيلومترًا، توجد اختلافات كبيرة في الارتفاع (2307 مترًا).
المنطقة الواقعة ضمن نطاق 3 كيلومترات من تيزي وزو مغطاة بالأراضي المزروعة (42%) والأسطح الاصطناعية (33%)، ضمن نطاق 16 كيلومترًا من الأراضي المزروعة (61%) والأشجار ( 16٪) وفي منطقة يبلغ طولها 80 كيلومترًا من المياه (38٪) والأراضي المزروعة (31٪).

### مناخ
مناخ البحر الأبيض المتوسط هو السائد في ولاية تيزي وزو ومنطقة القبائل عامة، تتساقط الثلوج كل عام في فصل الشتاء أبتداء من ديسمبر على ارتفاعات عالية (600 م +) وفي فبراير على ارتفاعات أقل، أما فصل الصيف فيكون حارا وجافا.

## السكان

علم القبائل

سكان المنطقة أمازيغ ويطلقون على أنفسهم اسم زواوة نسبة للقبيلة القاطنة في هذه المنطقة كما يرجع البعض أصل سكان المنطقة إلى قبيلة كتامة الأمازيغية كما يوجد مجموعة كبيرة من الأشراف الأدارسة في المنطقة ويلقبون بالمرابطين الأشراف وقد أندمجوا مع السكان، يتكلم الأغلبية العظمى اللغة الأمازيغية بلهجتها القبائلية تقبايليث، وتوجد أقلية تتكلم العربية في الغرب.

## النقل

### محطات القطار
محطة قطار تيزي وزو هي محطة قطارات بتيزي وزو في ولاية تيزي وزو تقع قرب وادي سيباو وسد تاقسبت والطريق الوطني رقم 12، وتنطلق منها أنواع عديدة من القطارات على اختلاف درجاتها إلى جميع نواحي الجزائر

## مدينة تـيزي وزو
تقع مدينة تيزي وزو على سفوح جبال لالة خديجة. يغلب عليها طابع البناء الأوروبي. غالبية سكانها يتحدثون اللغة الأمازيغية. وتشتهر المدينة بجامعة مولود معمري ذات الكليات المتعددة، مثل كلية الطب والهندسة.وتغطي مساحة 10236 هكتار.

## التاريخ

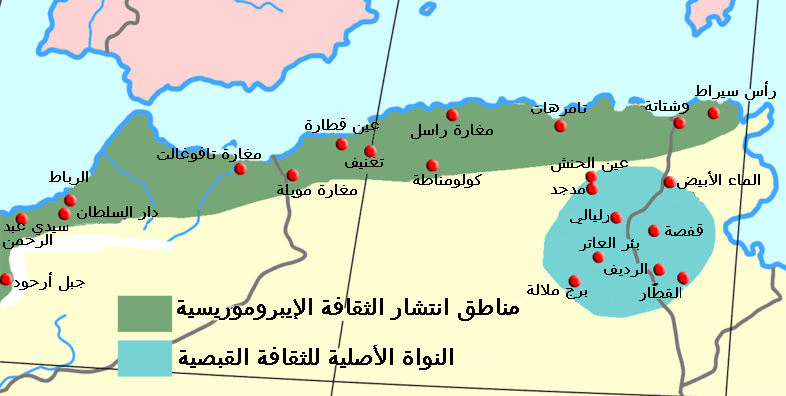
مناطق أنتشار الحضارة العاترية والحضارة القفصية

كانت ولاية تيزي وزو من بين مناطق انتشار الثقافة إيبيروموريسية أو الأوشتاتيون (بالإنجليزية: Ibero-Maurusian) هي المنظر الثقافي لساحل شمال أفريقيا في الفترة بين العصر الحجري القديم العلوي والعصر الحجري الوسيط حوالي 20.000 إلى 10.000 سنة قبل الحاضر.
يعود تاريخ ولاية تيزي وزو إلى عصر ما قبل التاريخ بدليل وجود آثار عثر عليها بعدد من المناطق، على غرار تيقزيرت وأزفون، إلى جانب ذراع الميزان المعروفة بتضاريسها الجبلية الوعرة، أطلق عليها الرومان اسم مونت فيراتوس والمراد منها جبل من حديد، كانت هذه المنطقة مع مرور السنين قبلة لشعوب حوض البحر الأبيض المتوسط، من بينهم الفينيقيين الذين دخلوها في القرن الخامس والرابع قبل الميلاد حيث مارسوا التجارة والإبحار فيها، أنشأوا مراكز تجارية على ساحل هذه المنطقة لممارسة نشاطهم التجاري.

### الفترتين البونيقية والنوميدية
بعدما أسس الفينيقيون مدينة قرطاج سنة 814ق م، أسسوا المدن التي تعتبر أهم مناطق تجمع البربر وربطوا علاقات تجارية مع سكان المدن المحلية غير المتحضرة...فأنشؤا مدن عدة مثل: سكيكدة، بجاية، وتيبازة، وجيجل.

### العصور القديمة

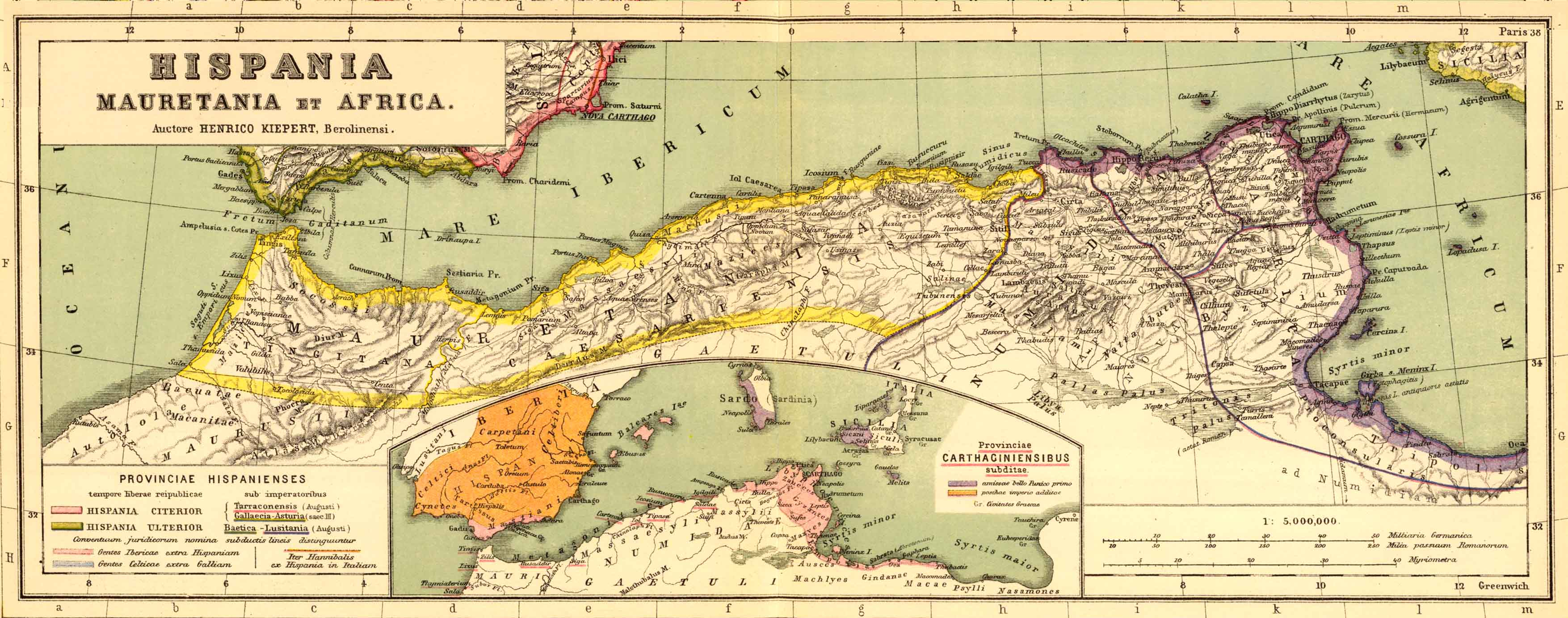
خريطة نوميدية

في العصور القديمة وخاصة عهد الرومان لم توجد مدينة تسمى تيزي وزو فهي حديثة النشأة. احتل الرومان المنطقة خلال القرن الأول ما قبل الميلاد إلى غاية القرن الرابع بعد الميلاد من أجل تثبيت وجوههم وتمديد سيطرتهم على المنطقة، كما عمد الرومان إلى تشييد مدن عسكرية وحضارية على طول ساحل تيفزيرت أطلق عليها اسم لومنيوم، وأزفون باسم روزاسوس، أعاد البيزنطيون بناء الأحياء والمدن المدمرة من طرف الوندال في القرن الخامس، وفي فترة العصور الوسطى كانت ولاية تيزي وزو على شكل كونفيدراليات، وفي القرن الرابع عشر ترأست أمراة تدعى شيمسي من عائلة عبد الصمد أتحادية آيث ايراثن من سنة 1330 إلى غاية 1340.

### الفترة العثمانية
أما خلال فترة الأتراك من القرن السادس عشر والقرن التاسع عشر، فقد تمّ رسم وتأسيس مملكة كوكو في سنة 1510م على يدّ عائلة ايث القادي وذلك لصد الأتراك المسلمين، بالاستعانة بالإسبان المسيحيين. وتمّ تشييد عدة أبراج في أماكن عدة كتازغارت سيباو بوغني وبرج تيزي وزو، الذي أصبح ابتداء من القرن السابع عشر مركزا عمرانيا، حيث أنشئ هذا الأخير سنة 1640م لمراقبة السهول المحيطة به.

### الاحتلال الفرنسي

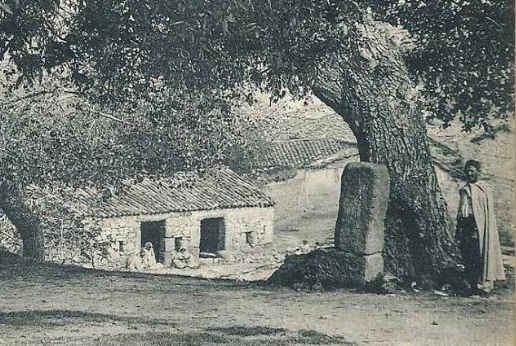
قرية

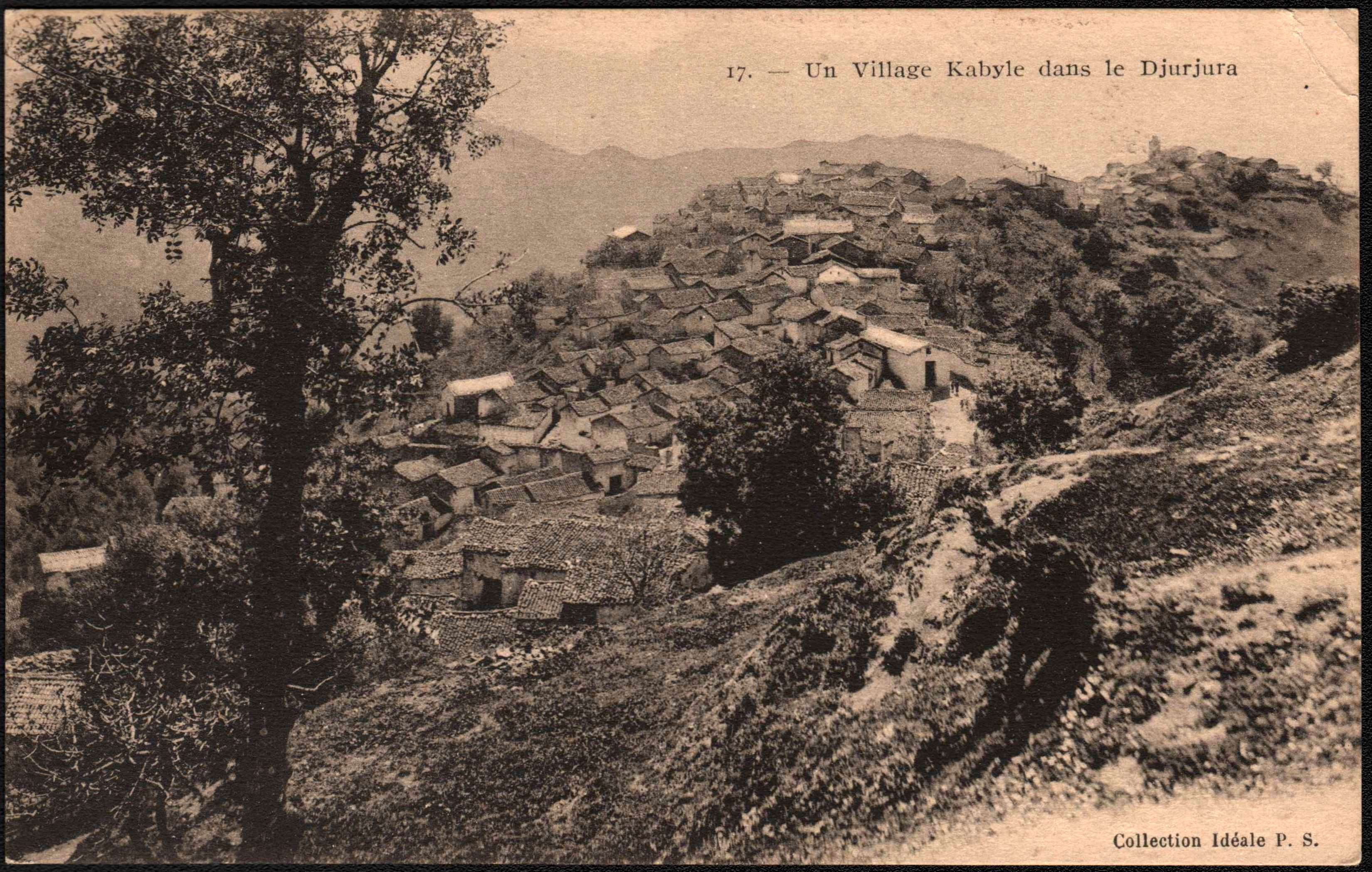
قرية

ولاية تيزي وزو المكافحة، بطابعها الجبلي الذي شكل مهدا للثورة التحريرية المجيدة، كانت مركزا للولاية التاريخية الثالثة، كما شكلت محطة هامة في تاريخ الجزائر بمساهمات أبنائها وبطولة شهدائها ومجاهديها، تبقى الفترة الاستعمارية آخر مطاف أبتداء من القرن التاسع عشر والقرن العشرين، أين تم الاستيلاء كليا على هذه المنطقة من طرف الجيش الفرنسي بعد المعركة الشهيرة التي قادتها البطلة لالة فاطمة نسومر، وشرعوا خلال هذه الفترة في بناء مدن صغيرة وقرى ذات طابع أوروبي في أماكن عديدة من ولاية تيزي وزو.
كان الاحتلال الفرنسي للجزائر انطلاقا من مدينة الجزائر نحو منطقة القبائل مصاحبا لمجازر رهيبة قام بها القادة الفرنسيون في متيجة وحول جبال جرجرة.
وحسب الدراسات التاريخية التي أجريت من طرف خبراء وباحثين تبين أن كل هذه الحضارات المتعاقبة على هذه المنطقة لم تطمس حقيقتها وطابعها الأصيل، وساهمت كثيرًا في المحافظة على خصوصيتها وأصالتها الظاهرة في القرى التقليدية.
| رقم | الحدث            | التاريخ         | المكان               |
| --- | ---------------- | --------------- | -------------------- |
| 01  | معركة تادمايت    | 25 أفريل 1844م  | تادمايت              |
| 02  | معركة تيزي وزو   | 4 جوان 1845م    | تيزي وزو             |
| 03  | معركة آيث إيراثن | 25 جويلية 1845م | الأربعاء نايث إيراثن |

### فترة الاستقلال
بالرغم من المساحة الزراعية النافعة الضئيلة وقاع بحري وعر، إلا أن قطاعي الزراعة والصيد يمثلان مؤهلات هامة للولاية تعتبر محل استراتيجيات تنمية مكيفة، لضمان مساهمة معتبرة في التنمية المحلية.
فيما يخص قطاع الصناعة، فإن ولاية تيزي وزو تكسب ثروة معدنية غنية ومتنوعة من شأنها أن تشجع بعث نسيج صناعة معدنية في إقليم الولاية، وما من شأنه أن يولد ديناميكية اقتصادية.
بفضل السياسات العمومية الخاصة بالتنمية المحلية المطبقّة بولاية تيزي وزو منذ 1999،  يمكن الوقوف على النتائج الإيجابية المسجلة في العديد من القطاعات التي لها علاقة مباشرة بمتطلبات المواطنين وانشغالاتهم. فعلى سبيل المثال عرفت نسبة التزويد بالموارد المائية في اليوم نمو يقدر ب 200%، فيما سجل التزويد بالغاز ارتفاعا يعادل سبعة أضعاف، كما تعرف نسبة التمدرس نموا يقدر ب32%.

## إعلام
- إذاعة تيزي وزو

## الشؤون الدينية

### المساجد
تحتوي هذه البلدية على العديد من المساجد التي تشرف عليها مديرية الشؤون الدينية والأوقاف لولاية تيزي وزو تحت وصاية وزارة الشؤون الدينية والأوقاف.
- المسجد العتيق[الفرنسية]
- مسجد أرزقي الشرفاوي[الفرنسية]
- مسجد لالة سعيدة[الفرنسية]

### الزوايا
- «زاوية سيدي بالوة الزواوي» (رجاونة).[10]

## التعليم الجامعي

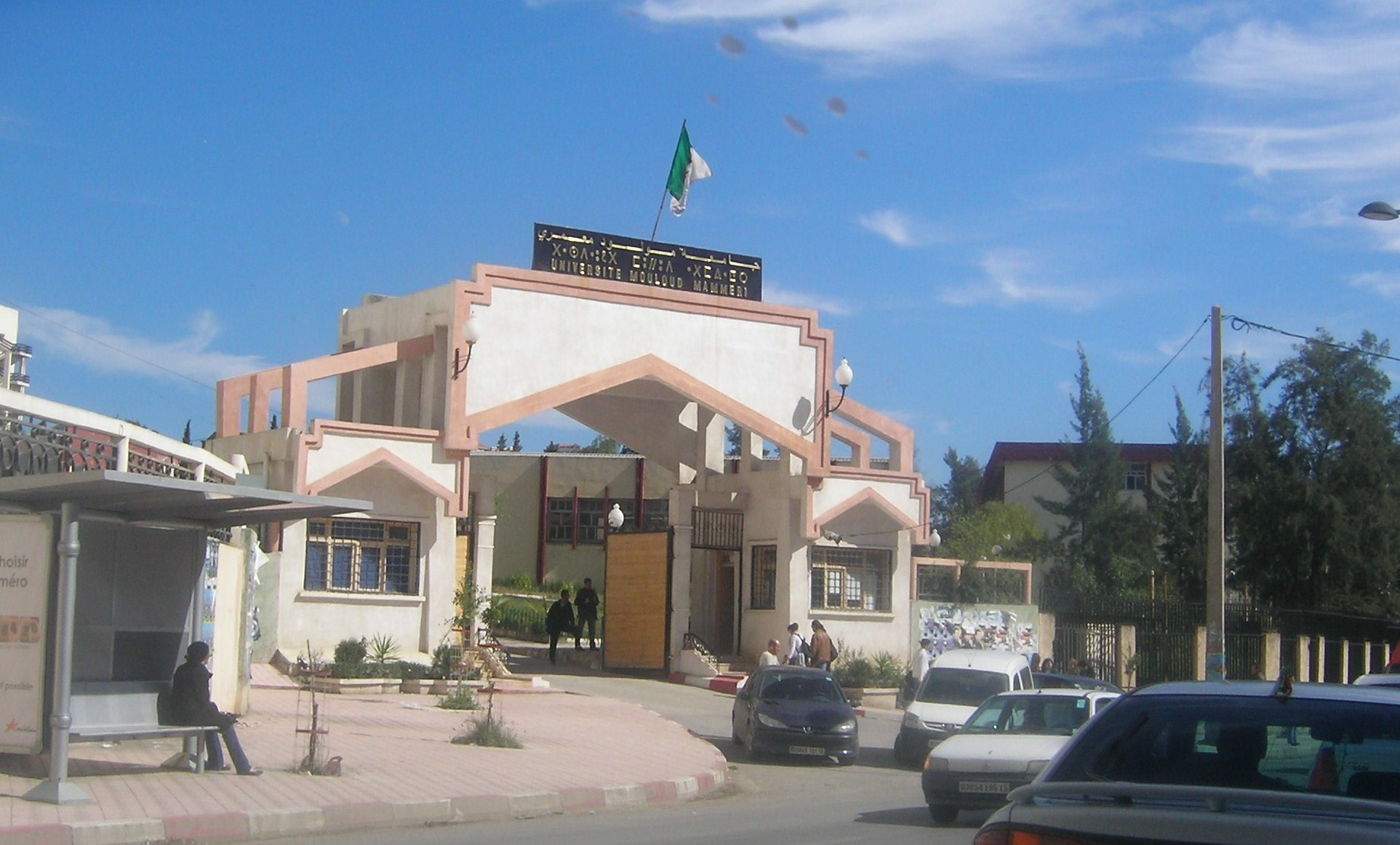
جامعة مولود معمري

تضم هذه الولاية العديد من الجامعات ومؤسسات التعليم الجامعي، منها:
- جامعة مولود معمري [11]

## الثقافة

### المركب الثقافي التاريخي
بالمكان المسمى مدوحة بمدينة تيزي وزو يتكون من 3 طوابق الأول عبارة عن قاعة للعروض كبيرة التي تتضمن العتاد والألبسة والأسلحة التي أستعملها المجاهدين إبان الثورة اما الطابق الثاني يتضمن عدة مكاتب وقاعات فيما يتضمن الطابق الثالث قاعة كبيرة للمحاضرات التي من شأنها أن تستقبل مختلف التظاهرات الثقافية والتاريخية·

## الرياضة

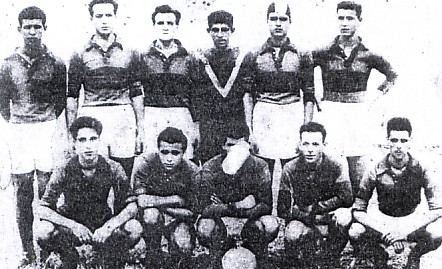
نادي JSK 1951

- نادي شبيبة القبائل (اللغة الأمازيغية: إلمزيان نودال ن لقبايل) هو نادي رياضي جزائري من مدينة تيزي وزو، تأسس في عام 1946، وكان له أكثر من اسم مثل النادي الكوكبي (1974 إلى 1977) ونادي جمعية إلكترونيك تيزي وزو (1977 إلى 1989) وأخيرا أخذ من جديد اسم شبيبة القبائل من سنة 1989 إلى اليوم وهو الاسم الأول للنادي، الملعب الخاص بالنادي هو ملعب 1 نوفمبر 1954 بتيزي وزو وكثيرا ما استقبل الفريق خصومه في المنافسات الأفريقية بملعب 5 جويلية بالعاصمة الجزائر، لكون ملعب أول نوفمبر لا يتسع للاعداد الغفيرة من المناصرين، والشبيبة القبائلية تعد من أفضل الأندية الأفريقية ويعتبر نادي شبيبة القبائل أفضل نادي جزائري في القرن العشرين ورابع أفضل نادي إفريقي حسب ترتيب الفيفا، ويملك أحسن هداف الدوري الجزائري لكل الاوقات ناصر بويش 36 هدف، وهو النادي الجزائري الذي لم ينزل للدرجة الثانية منذ صعوده إليها مما يعتبر إنجازا فريدا.

### الملاعب

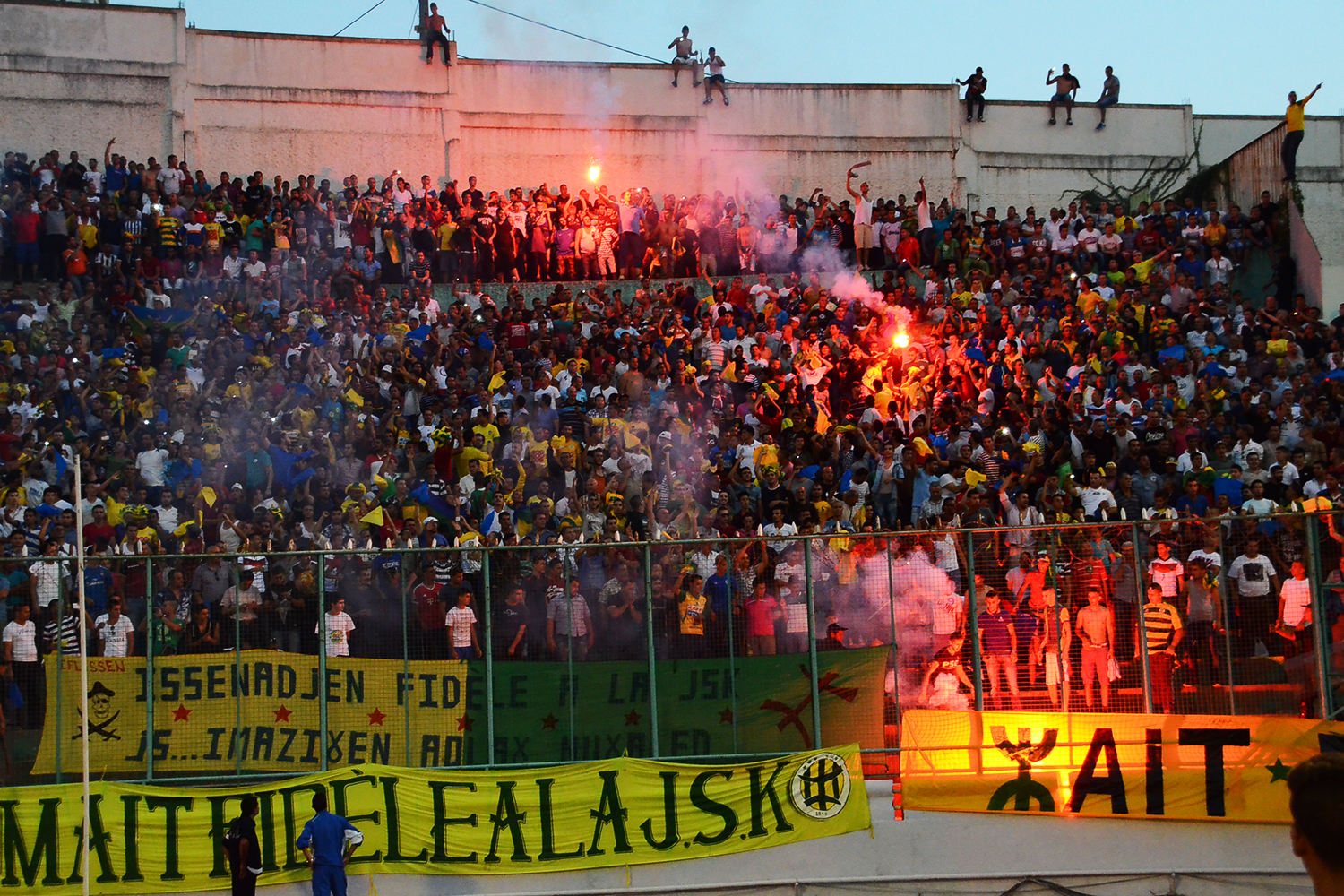
ملعب 1 نوفمبر 1954م
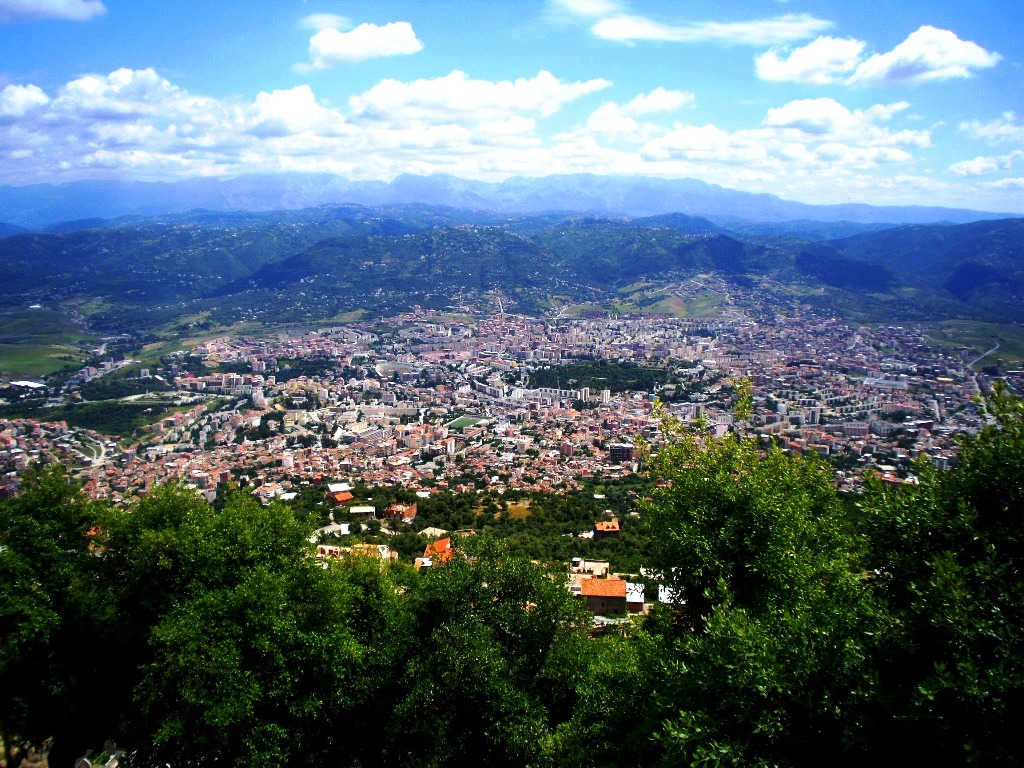
ملعب رمضان أوكيل
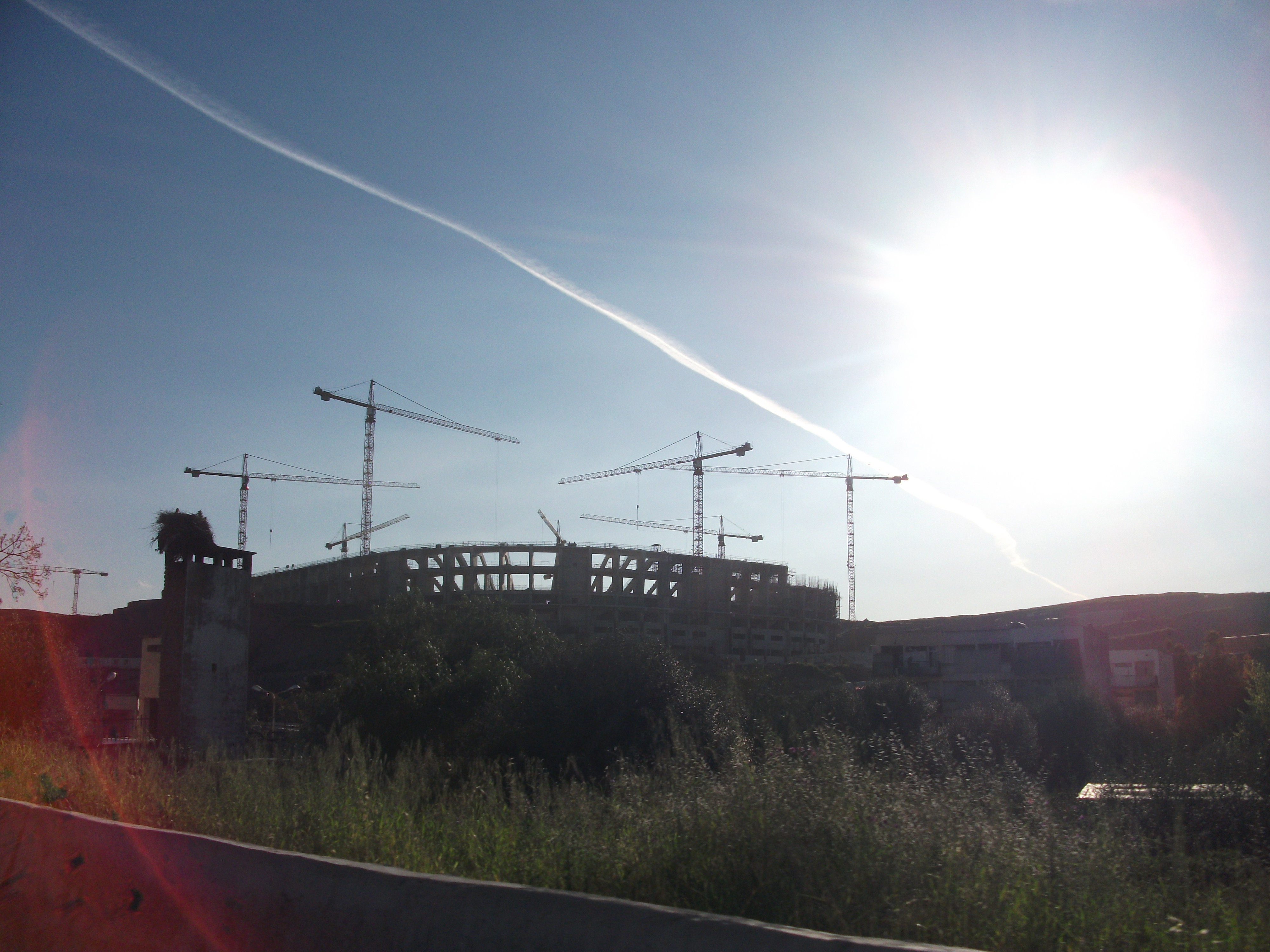
ملعب عبد القادر خالف
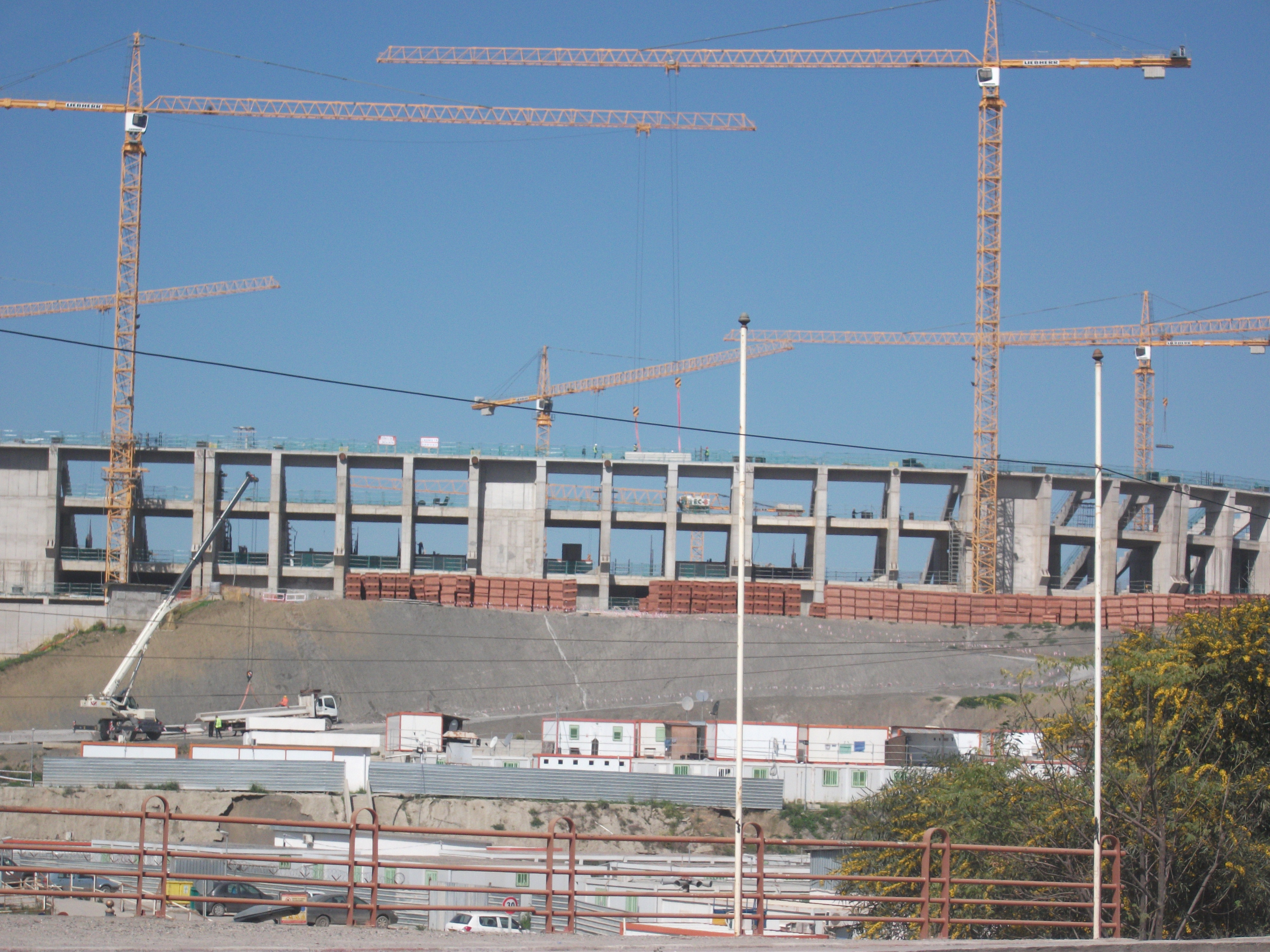
ملعب عبد القادر خالف
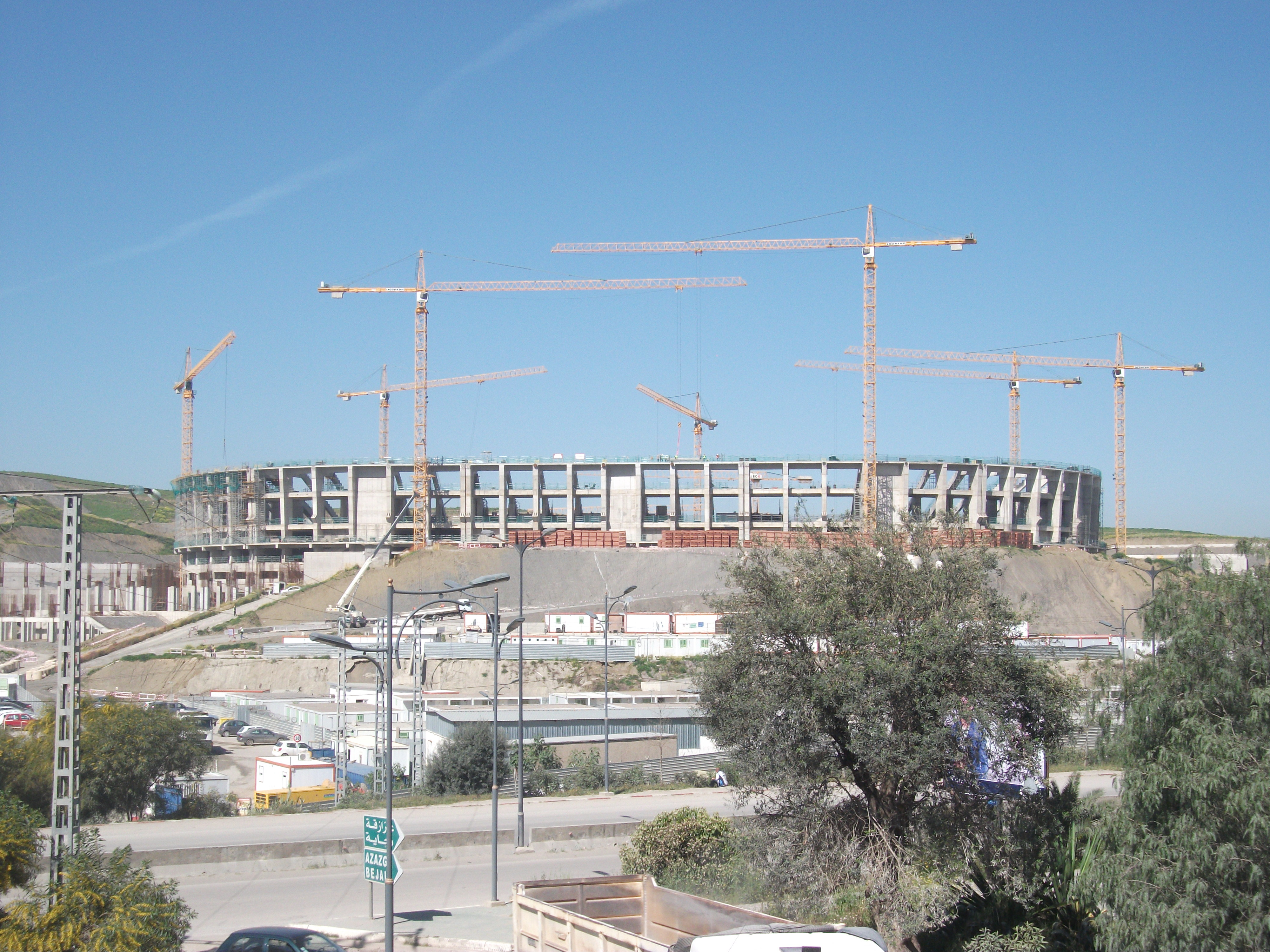
ملعب عبد القادر خالف

### النوادي
يضم إقليم بلدية تيزي وزو العديد من نوادي كرة القدم، منها:
1. شبيبة القبائل
2. شباب بوخالفة
3. اتحاد سيدي بالوة

## معرض صور

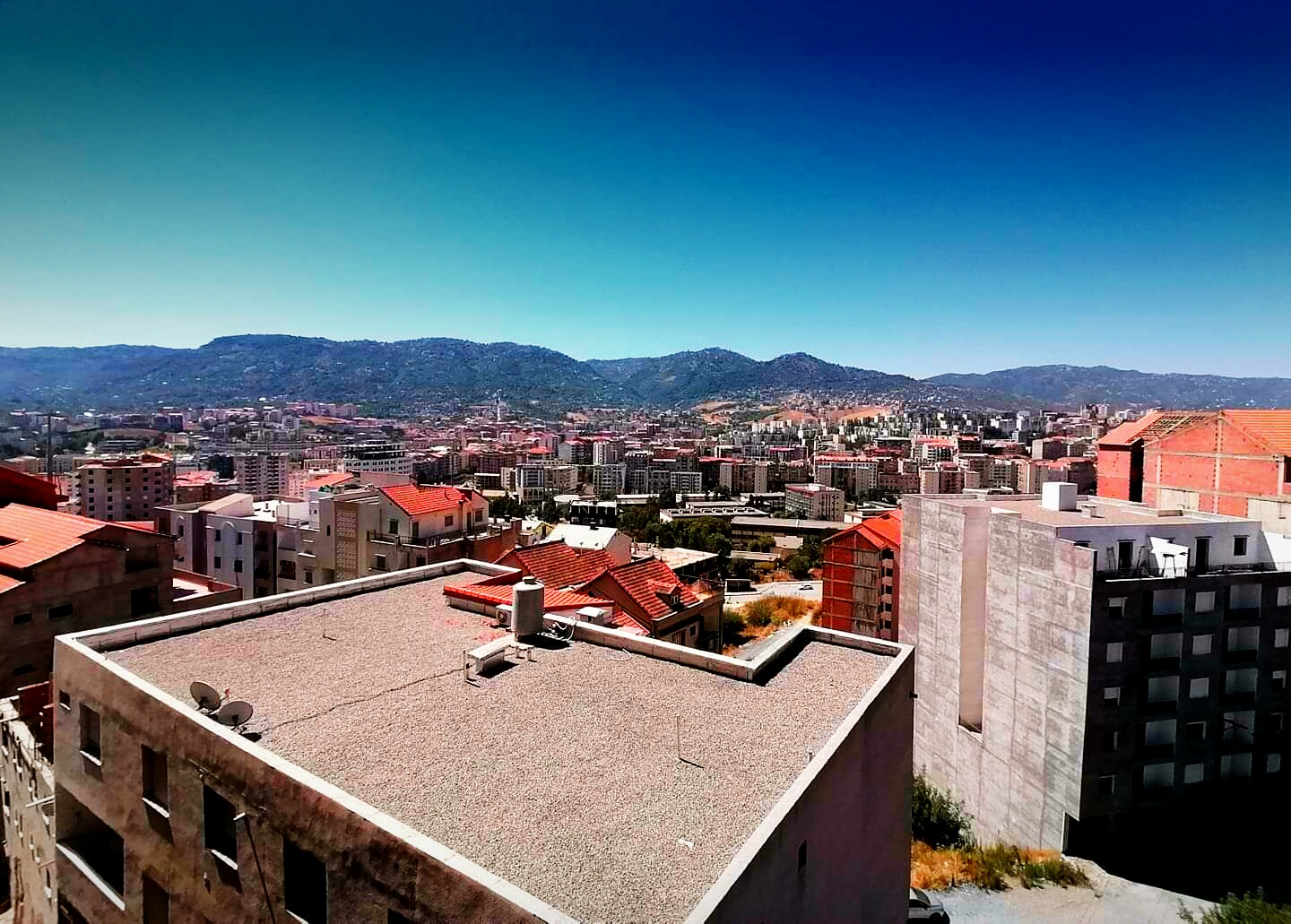
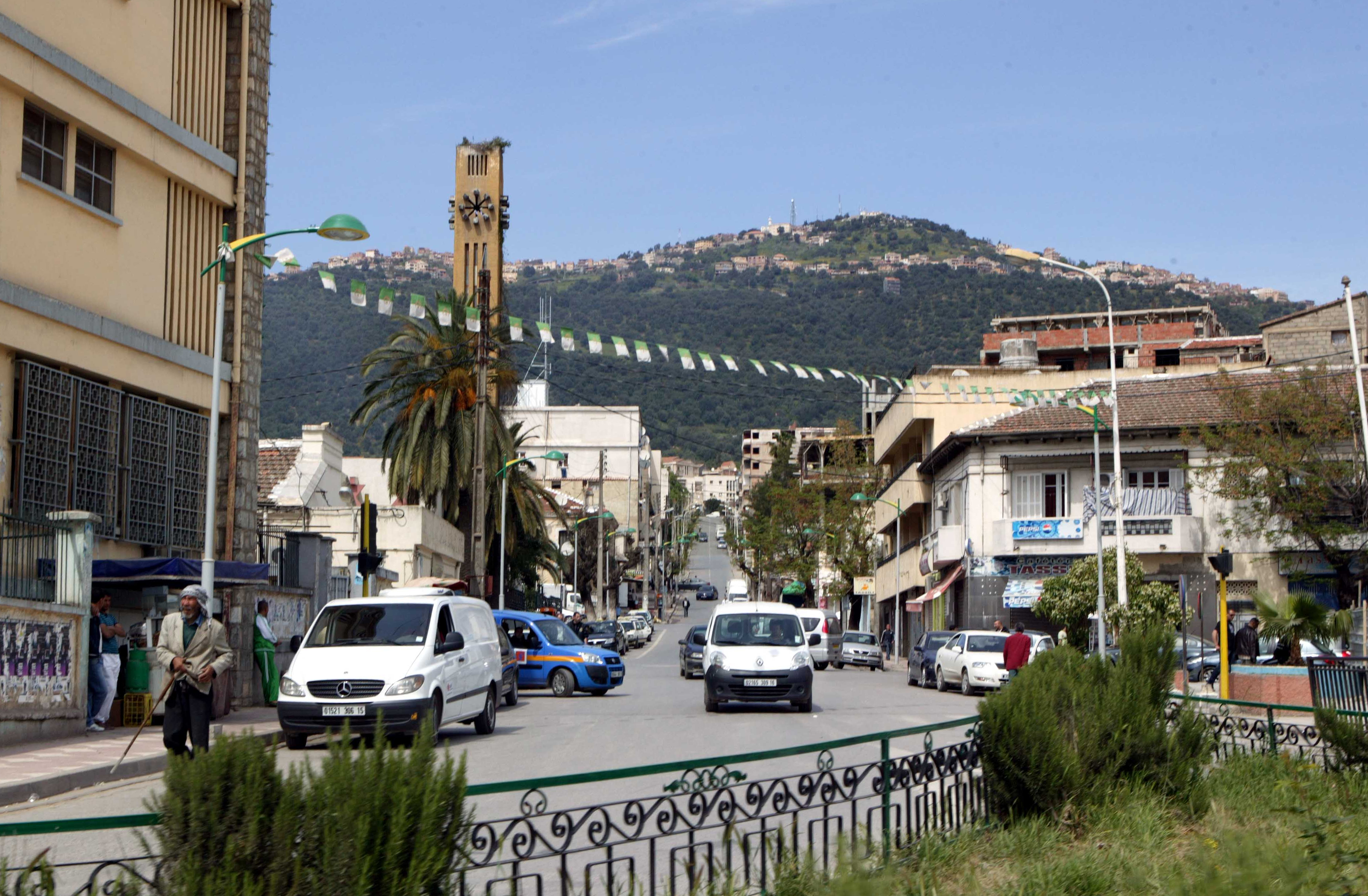
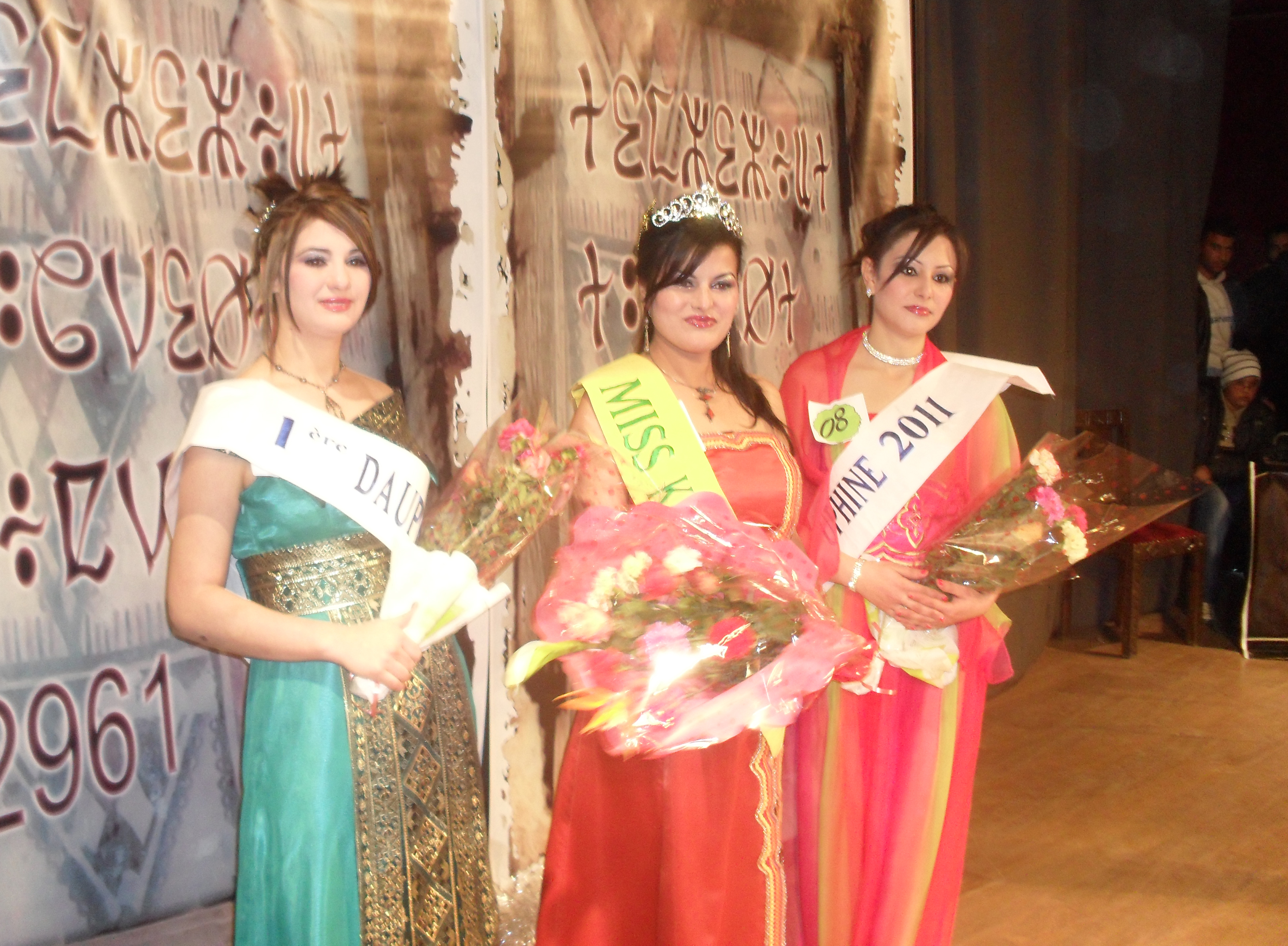
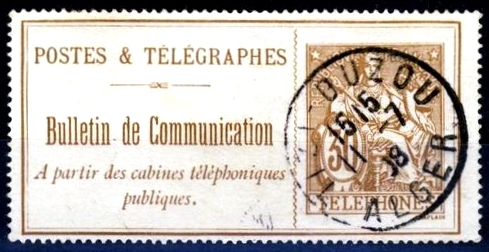
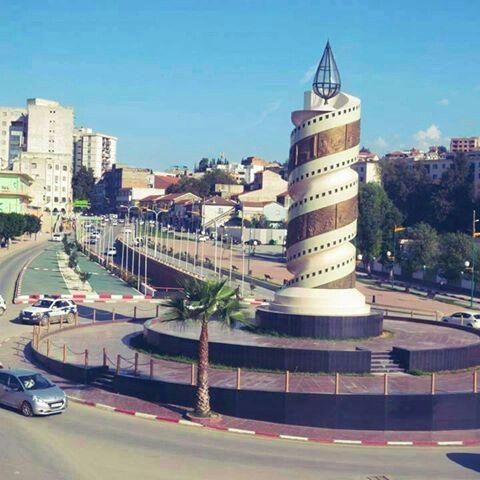
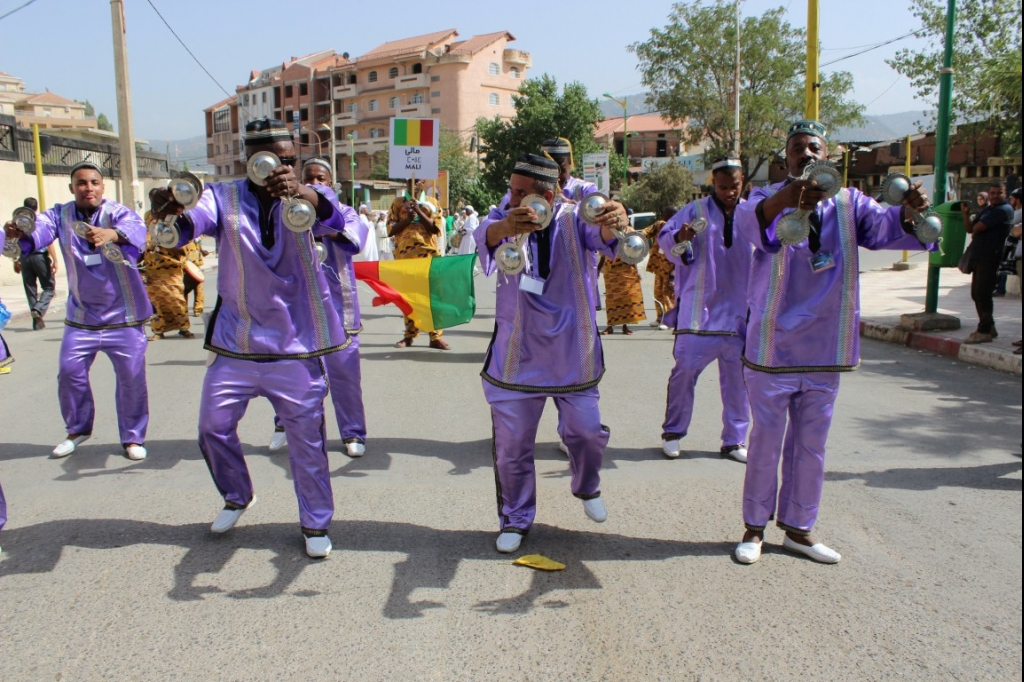

## أعلام
- محمد حلمي

## أتفاقيات التوأمة والصداقة
- فرنسا - لاروش سور يون
- تونس - بنزرت

## مواضيع ذات صلة
- بلديات ولاية تيزي وزو
- دوائر ولاية تيزي وزو

## وصلات خارجية
- الموقع الرسمي لولاية تيزي وزو
- مديرية السياحة لولاية تيزي وزو
- مديرية الثقافة لولاية تيزي وزو
- إذاعة تيزي وزو الجهوية
- مديرية التربية لولاية تيزي وزو
- الخدمات الأجتماعية لعمال التربية
- مديرية التجارة لولاية تيزي وزو
- مجلس قضاء ولاية تيزي وزو
- رابطة ولاية تيزي وزو لكرة القدم
- تيزي وزو.. لؤلؤة حافظت على أصالتها رغم تعاقب الحضارات نسخة محفوظة 10 مايو 2020 على موقع واي باك مشين.
- خبار بلادي.. الجزائر.. ولاية تيزي وزو
- خريطة شبكة الطرقات لولاية تيزي وزو
- تيزي وزو المدينة الحالمة التي تنام بسحرها بين جبال خضراء شاهقة وبحر أزرق كبير يحكى أن جبالها تحرس ها امرأة مقدسة تدعى لالة خديجة
- ولاية تيزي وزو 130 مليار دج للدعم حركة التنمية